# Willem Hendrik de Beaufort

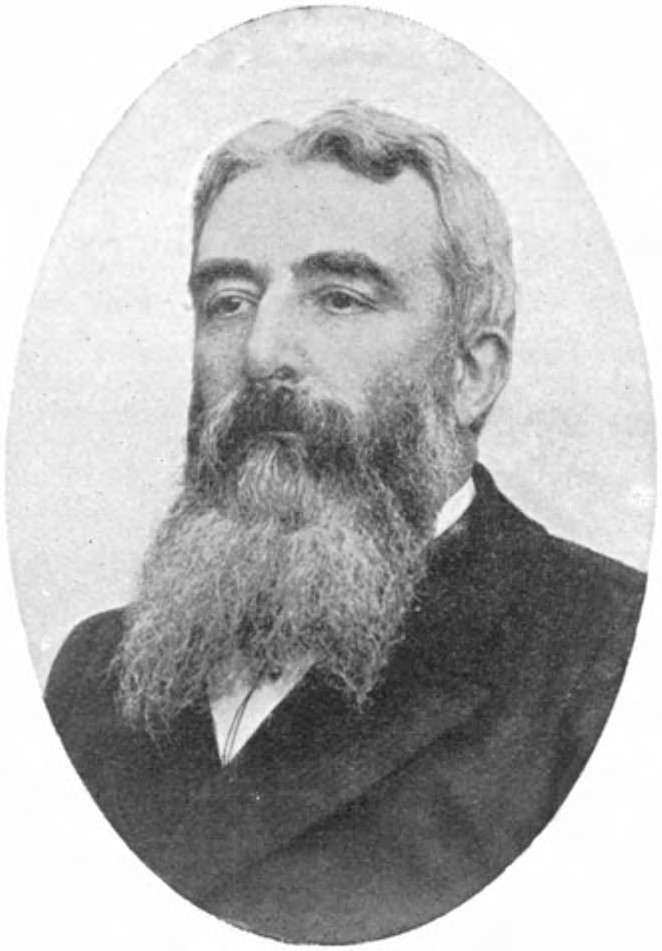
Willem Hendrik de Beaufort (1905)

Willem Hendrik de Beaufort (* 19. März 1845 in Leusden, Provinz Utrecht; † 2. April 1918 in Den Haag) war ein niederländischer konservativ-liberaler Politiker, der unter anderem von 1877 bis 1883, 1884 bis 1897 sowie von 1905 bis seinem Tode 1918 Mitglied der Zweiten Kammer der Generalstaaten (Tweede Kamer der Staten-Generaal) sowie zwischenzeitlich für kurze Zeit 1884 auch Mitglied der Ersten Kammer der Generalstaaten (Eerste Kamer der Staten-Generaal) war. Er hatte gute Kontakte zur königlichen Familie und war mit prominenten Familien verbunden. Er fungierte im Kabinett Pierson zwischen 1897 und 1901 als Außenminister und war als solcher Organisator der Ersten Haager Friedenskonferenz 1899. Nach seiner Rückkehr in die Zweite Kammer der Generalstaaten unterstützte er die Koalitionspolitik von Abraham Kuyper, der zwischen 1901 und 1905 Ministerpräsident der Niederlande war, und war zuletzt Mitglied des 1906 gegründeten Bundes der Freien Liberalen (Bond van Vrije Liberalen).

## Leben
Willem Hendrik de Beaufort, Sohn des Großgrundbesitzers und Politikers Arnoud Jan de Beaufort (1799–1866), war zwischen 1871 und 1873 als Rechtsanwalt tätig, wobei er keine feste Anstellung wollte und diese Tätigkeit als Zeitvertreib „pour eviter l’apparence de ne rien faire“ (dt.: um den Anschein zu vermeiden, dass man nichts tut) betrieb. Er war zwischen dem 1. Juni 1875 und dem 1. September 1886 Schulaufseher von Rhenen und wurde am 23. April 1877 als Konservativ-Liberaler im Wahlkreis Tiel erstmals Mitglied der Zweiten Kammer der Generalstaaten (Tweede Kamer der Staten-Generaal) und gehörte dieser bis zum 17. September 1883 an. Nachdem er bei der Parlamentswahl 1883 nicht wiedergewählt worden war, wurde er am 17. April 1884 Mitglied der Ersten Kammer der Generalstaaten (Eerste Kamer der Staten-Generaal), der er als Vertreter der Provinz Zuid-Holland bis zum 11. Oktober 1884 angehörte. Am 17. November 1884 wurde er wiederum Mitglied der Zweiten Kammer der Generalstaaten und vertrat in dieser nunmehr bis zum 27. Juli 1897 den Wahlkreis Amsterdam. Während seiner Parlamentszugehörigkeit sprach er hauptsächlich über Hochschulbildung und Wasserwirtschaft, später auch zur Außenpolitik. 1886 schlug er während der Debatte über die Verfassungsrevision vor, dass diejenigen, die ein wichtiges öffentliches Amt bekleiden oder innehatten, ebenfalls zur Mitgliedschaft in der Ersten Kammer der Generalstaaten berechtigt sein sollten. Die Regierung nahm diesen Vorschlag durch einen Änderungsentwurf an. Im Mai und September 1894 sowie im September 1895 belegte er bei der Nominierung für die Präsidentschaft der Zweiten Kammer den dritten Platz sowie im September 1896 bei der Nominierung für das Amt des Präsidenten den zweiten Platz und unterlag somit immer Johan George Gleichman, der zwischen 1891 und 1901 Kamervoorzitter war.

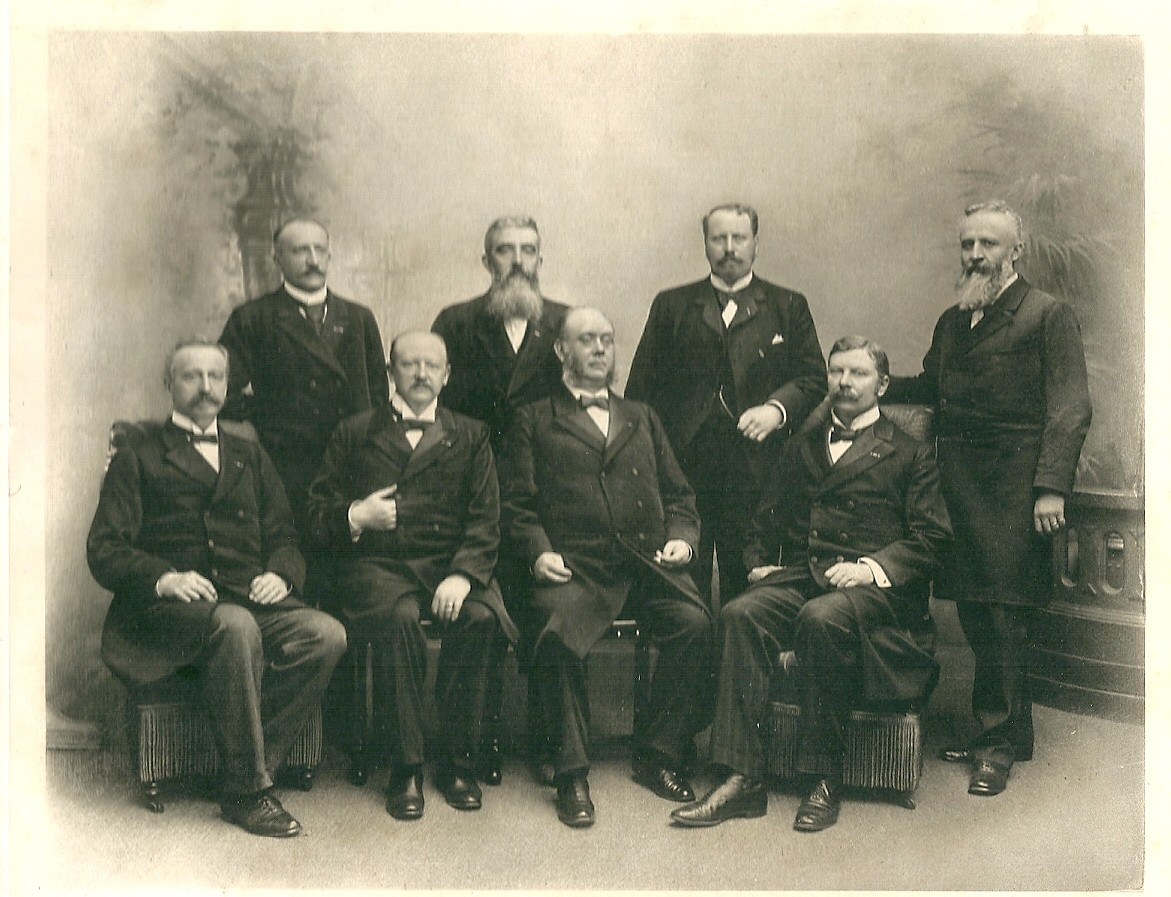
Willem Hendrick de Beaufort (hinten, 2.v.l.) mit den anderen Mitgliedern des Kabinett Pierson (1898).

Am 27. Juli 1897 wurde de Beaufort als Außenminister in das Kabinett Pierson berufen und bekleidete dieses Ministeramt bis zum Ende der Amtszeit dieses Kabinetts am 1. August 1901. 1899 war er maßgeblich an der Organisation der Ersten Haager Friedenskonferenz beteiligt, deren Initiative von Zar Nikolaus II. von Russland ausging. Die Organisation befasste sich mit sensiblen diplomatischen Angelegenheiten, wie etwa Einladungen für Vertreter Bulgariens und des Papstes. Die Konferenz legte den Grundstein für eine friedliche Beilegung internationaler Streitigkeiten durch den Ständigen Schiedsgerichtshof in Den Haag. Während seiner Amtszeit führte der Zweite Burenkrieg von 1899 zwischen den südafrikanischen Burenrepubliken Oranje-Freistaat und Transvaal und dem Vereinigten Königreich zu Spannungen mit der britischen Regierung. Er vertrat eine strikt neutrale Position und bekam dann Vorwürfe – auch von Königin Wilhelmina –, zu zögerlich reagiert zu haben, etwa gegen eine britische Blockade und nach Maßnahmen gegen Mitarbeiter des niederländischen Roten Kreuzes. In den Niederlanden gab es große Sympathie für die stammesverwandten afrikanischen Buren. 1900 war er für die Aussendung des Geschützten Kreuzers „Gelderland“ verantwortlich, um den südafrikanischen Präsidenten Paul Kruger aus Südafrika abzuholen.
Willem Hendrik de Beaufort, der im Juli 1905 das ihm vom ehemaligen Innenminister Hendrik Goeman Borgesius angetragene Amt als Ministerpräsident der Niederlande abgelehnt hatte, wurde am 19. September 1905 abermals Mitglied der Zweiten Kammer der Generalstaaten, der er bis zu seinem Tode am 2. April 1918 angehörte. 1906 trat er als Mitglied dem neu gegründeten Bund der Freien Liberalen (Bond van Vrije Liberalen) als Mitglied bei. Er vertrat zunächst den Wahlkreis Amsterdam VI und wurde bei der Wahl am 17. Juni 1913 sowohl im Wahlkreis Amsterdam VI, wo er Herman Verkouteren von der CHU schlug, als auch im Wahlkreis Amersfoort, wo er Hubert van Asch van Wijck von der ARP besiegte, gewählt. Er nahm den Sitz für Amersfoort ein und besiegte dort bei den Wahlen vom 15. Juni 1917 J. F. Baerveldt vom Anti-Verfassungsreform-Komitee (Comité anti-grondwetsherziening) auch M. C. van Wijhe von der Sociaal-Democratische Partij (SDP) mit großem Vorsprung. Allerdings unterlag er selbst bei den Wahlen zur Ersten Kammer für die Provinz Noord-Holland im November 1917 dem Kandidaten der Sociaal-Democratische Arbeiderspartij (SDAP), Willem Vliegen. Am 19. Mai 1910 sagte er während der Debatte über den Vorschlag von Pieter Jelles Troelstra, eine Untersuchung in der sogenannten Lintjes-Affäre einzuleiten: „Ich habe keine Lust, mich weiterhin im Sumpf zu wälzen“ und nahm an der darauf folgenden Abstimmung nicht teil. Die Lintjes-Affäre war ein politischer Streit im Jahr 1909 um den Ministerpräsidenten Abraham Kuyper (ARP) über die Bereitstellung von Orden als Gegenleistung für Parteispenden. Kuyper geriet in Misskredit, als bekannt wurde, dass der Amsterdamer Kaufmann Rudolph Lehmann 1903 auf Kuypers Fürsprache eine königliche Auszeichnung, das Offizierskreuz des Ordens von Oranien-Nassau, verliehen worden war und dass Lehmann ein Jahr später 11.000 Gulden in die Parteikasse der ARP eingezahlt hatte.
Während seiner Parlamentsmitgliedschaft war de Beaufort zuletzt zwischen 1916 und 1917 Vorsitzender des Haushaltsausschusses für Kapitel III (Auswärtige Angelegenheiten) sowie 1916 Vorsitzender des Vorbereitungsausschusses für den Gesetzentwurf zur vorübergehenden Einrichtung einer Gesandtschaft beim Heiligen Stuhl. Ferner war er Mitglied der Aufsichtsräte der Feuerversicherungsgesellschaft Utrechtsche Brandwaarborg-maatschappij sowie der Amsterdamer Wohnungsbaugesellschaft Eigen Haard NV.
De Beauforts Ehefrau war Angehörige der mennonitischen Allgemeinen Taufgesinnten Gesellschaft (Algemene Doopsgezinde Sociëteit). Aus dieser Ehe stammten drei Söhne und zwei Töchter. Sein ältester Sohn Jan Aernout Anne Hendrik de Beaufort (1876–1947) war von 1914 bis 1923 Bürgermeister von Soest, während sein zweiter Sohn Lieven Ferdinand de Beaufort (1879–1968) Direktor des Zoölogischen Museums Amsterdam sowie Professor für Zoogeographie an der Universiteit van Amsterdam und sein jüngster Sohn René François Paul de Beaufort (1889–1969) Kunsthistoriker war.

## Veröffentlichungen
- Studiën over staatkunde en staatsrecht van Mr. J.T. Buys, P. Gouda Quint, Arnhem 1894–1895
- Staatkundige opstellen, W. Nevens, Rotterdam 1904
- Gedenkstukken der algemeene geschiedenis van Nederland van 1795 tot 1840, M. Nijhoff, Den Haag 1905–1922
- Vrede en ontwapening, 1906

## Hintergrundliteratur
- Hans de Valk, Marijke van Faassen (Herausgeber): Dagboeken en aantekeningen van Willem Hendrik de Beaufort, 1874–1918, Instituut voor Nederlandse Geschiedenis, Den Haag 1993
- J. Renkema (Herausgeber): Wat bezielt het Binnenhof? Een antwoord in 26 interviews, Sdu Uitgevers, Den Haag 2004

## Weblink
- Mr. W. H. de Beaufort (Parlement & Politiek) (Memento vom 28. April 2021 im Internet Archive)